# Lezgek
A lezgek (önelnevezésük лезгияр / lezgijar) Oroszország déli részén, az Észak-Kaukázus keleti láncolataiban, főként Dagesztánban és kisebb részben Azerbajdzsánban élő népcsoport. Számuk mintegy 900 ezerre tehető (2000).

## Kultúra

### A lezg nyelv
A lezg nyelv a kaukázusi nyelvek északkeleti csoportjának dagesztáni ágába tartozik. A lezg csoport tíz nyelve közül a legnagyobb.
Nagyobb nyelvjárásai a kürini vagy günei, a szamuri és a kubin. Ezeken belül is több nyelvi változat különíthető el.
A 19. században kibővített arab írásrendszert használtak. 1928-ban latin betűs ábécét vezettek be, melyet 1938-ban cirill alapú ábécére cseréltek.

### Művészet
A lezgekről kapta nevét a lezginka, mely a gyors 6/8-os ütemű észak-kaukázusi táncok gyűjtőneve.